# 大洋洲镇
大洋洲镇，是中华人民共和国江西省吉安市新干县下辖的一个行政建制镇。
大洋洲鎮地處贛江沖積而成的沙洲地帶，每當大洪水來襲時便成為一片汪洋，因而得名。
1989年在大洋洲镇程家村发现了商代遗址，出土了大量青铜器。

## 行政区划
大洋洲镇下辖以下地区：
大洋洲社区、甘泉村、湖头村、邓家陂村、塘西村、夏塘村、刘堎村、杨家村、湖西村、谭家坊村、新市村和程家村。

## 交通
- 京九铁路：大洋洲站